# إزالة التحسس (طب)
إزالة التحسس أو نزع الحساسية في الطب هو وسيلة للتقليل أو للقضاء على رد الفعل السلبي للكائن تجاه مادة ما أو محفز ما. على سبيل المثال، إذا حدث لدى شخص ما مصاب بمرض السكري تفاعل تحسسي سيء جراء أخذ جرعة كاملة من أنسولين البقر، فإن الطبيب يعطي الشخص كمية صغيرة جدا من الانسولين في البداية، وخلال فترة معينة يتم إعطاء جرعات أكبر إلى أن يتم الوصول إلى حد أخذ جرعة كاملة. تعتبر هذه الطريقة إحدى السبل لمساعدة الجسم على التعود على الجرعة الكاملة ولتجنب حدوث رد فعل تحسسي لأنسولين البقري المنشأ.
على المستوى الخلوي، يؤدي إعطاء جرعات صغيرة من السم إلى استجابة من نمط كريين مناعي ج الذي يتجاوز في نهاية المطاف استجابة كريين مناعي هـ المفرط الحساسية. تختلف آلية نزع التحسس تجاه المضادات الحيوية -والتي تتم خلال دورة زمنية أقصر- عن الآلية المذكورة سابقا. في هذا النوع من نزع الحساسية، يتعرض المريض ببطء إلى مستوى معين من المضادات الحيوية يؤدي إلى حدوث تفاعل تأقي خفيف الشدة. في نهاية هذا الإجراء، تكون الخلايا البدينة قد استنفدت محتوى حبيباتها، ولا يمكن أن يحدث لدى المريض أي تفاعل تحسسي إلى أن تستعيد الخلايا البدينة هذه المحتويات.
إزالة التحسس في حالات التأرج أو التحسس الغذائي مازالت عموماً في مرحلة البحوث. وهي تشمل: